# Pas'va
Pas'va (in lingua russa Пасьва) è una città situata in Russia, nell'Oblast' di Arcangelo, nel Vel'skij rajon.